# Thỏ Peter (phim)
Thỏ Peter (tiếng Anh: Peter Rabbit) là một bộ phim điện ảnh hoạt hình máy tính người đóng thuộc thể loại hài chính kịch công chiếu năm 2018, do Will Gluck viết kịch bản, đạo diễn và đồng sản xuất. Là sản phẩm hợp tác của ba nước Anh, Mỹ và Úc, và dựa trên bộ sách thiếu nhi cùng tên của nhà văn Beatrix Potter, phim xoay quanh thỏ Peter, người anh đầu đàn trong gia đình thỏ đang phải tìm mọi cách để lấy trộm thức ăn trước khi cháu trai McGregor phát hiện sự việc này.  
Bộ phim có sự tham gia của các diễn viên gồm Rose Byrne, Domhnall Gleeson, Sam Neill và Marianne Jean-Baptiste vào các vai trong bản người đóng, với bản hoạt hình do các diễn viên Daisy Ridley, Elizabeth Debicki, Colin Moody, Margot Robbie và James Corden đảm nhận. Công đoạn sản xuất cho bộ phim bắt đầu diễn ra từ tháng 9 năm 2016, và kết thúc vào tháng 9 năm 2017, với địa điểm quay chính nằm tại Sydney và một số vùng lân cận khác. 
Thỏ Peter có buổi công chiếu tại Mỹ vào ngày 9 tháng 2 năm 2018, tại Vương quốc Anh vào ngày 16 tháng 3 năm 2018 và tại Úc vào ngày 22 tháng 3 năm 2018 do Sony Pictures Releasing phát hành. Việt Nam đã sở hữu bản quyền thương mại của bộ phim và cho ra mắt tại các cụm rạp trên toàn quốc vào ngày 16 tháng 2 năm 2018 (tức mùng 1 Tết Nguyên đán). Sau khi ra mắt, bộ phim nhận về những lời đánh giá trái chiều từ giới chuyên môn, đa số cho rằng bộ phim đã đi quá xa so với nguyên tác. Dù vậy, bộ phim là một thành công lớn về mặt doanh thu khi thu về 351,3 triệu USD từ kinh phí sản xuất 50 triệu USD. Phần tiếp nối của bộ phim, có tựa là Thỏ Peter 2, chính thức ra mắt khán giả vào năm 2021.